# Overeenkomst van Linggajati

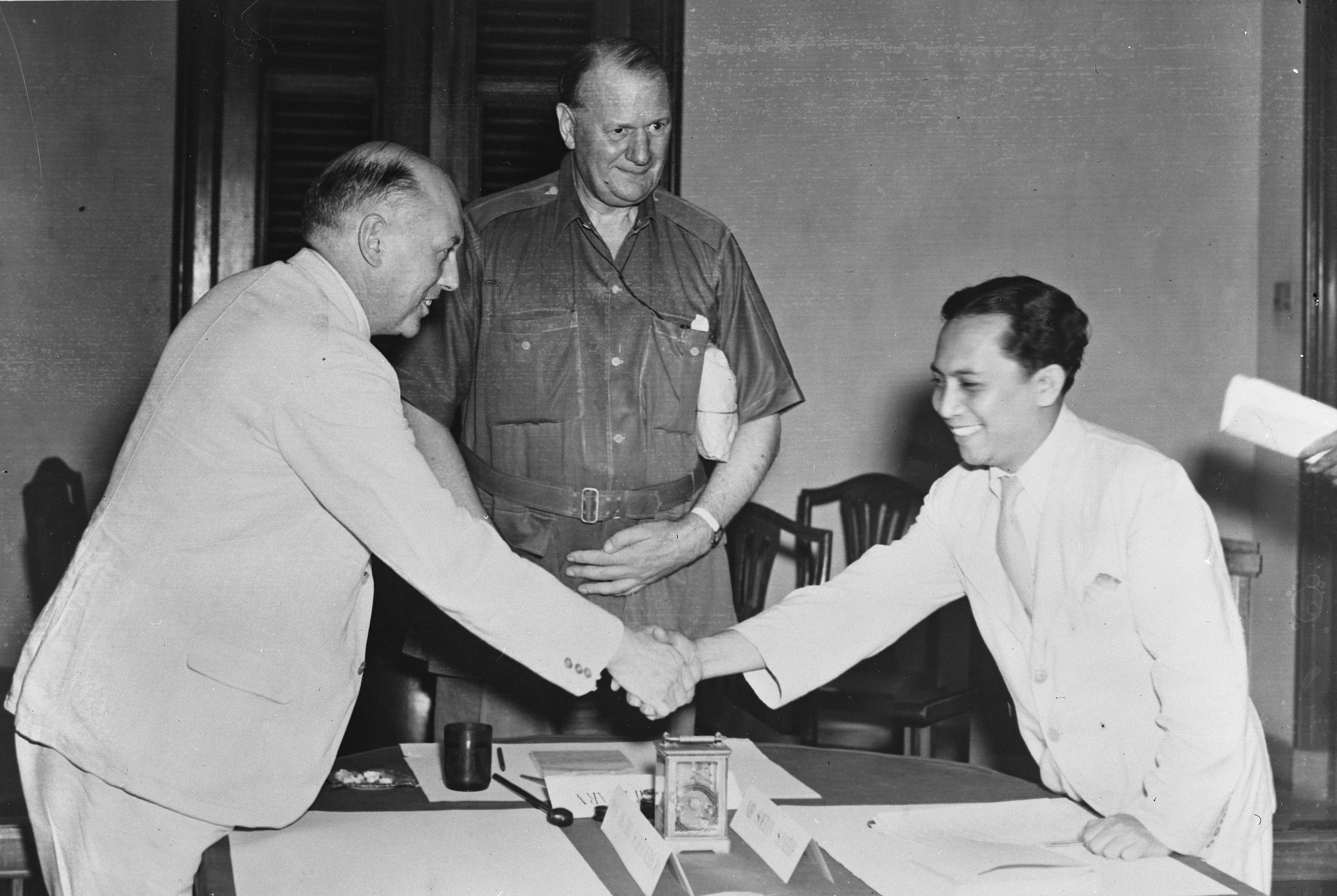
Moment uit de conferentie met van links naar rechts: Wim Schermerhorn, Lord Killearn en Soetan Sjahrir
(14 oktober 1946), NIGIS

De overeenkomst van Linggajati (meestal het Akkoord van Linggajati genoemd) (Nederlandse spelling Linggadjati) is de naam van een op 15 november 1946 gesloten politiek akkoord tussen de Commissie-Generaal namens de Nederlandse regering en de leiding van de eenzijdig uitgeroepen Republik Indonesia. Op 20 juli 1947, de dag voor de Eerste politionele actie, zei luitenant-gouverneur-generaal Huib van Mook de overeenkomst op.

## Inhoud
De overeenkomst werd gesloten te Linggajati, een bergdorp in West-Java. Voor Nederland drukte luitenant-gouverneur-generaal Van Mook zijn stempel op de onderhandelingen die op 11 en 12 november werden gevoerd; voor Indonesië was dat Sjahrir. Bij de ondertekening op 25 november 1946 in het paleis Rijswijk bij Jakarta waren ook Soekarno en Hatta aanwezig. Het akkoord hield samengevat het volgende in:
1. Nederland erkent het gezag van de republiek over Java, Madura en Sumatra de facto.
2. Gebieden die op deze eilanden door Nederlandse of geallieerde troepen bezet waren worden 'ingevoegd' in het gebied van de Republiek.
3. Nederland en Republiek werken samen "tot de spoedige vestiging van een souvereinen, democratischen staat op federatieven grondslag, genaamd de Vereenigde Staten van Indonesië", die het "geheele grondgebied van Nederlandsch-Indië" moet omvatten.
4. Deze Verenigde Staten van Indonesië bestaat vooralsnog uit drie deelstaten: de Republiek, Borneo en de Grote Oost.
5. Het Koninkrijk der Nederlanden (dus met Suriname, de Nederlandse Antillen en Nederlands-Nieuw-Guinea) en Indonesië vormen een Nederlands-Indonesische Unie, met aan het hoofd de Nederlandse Kroon (dus de koningin/koning).
6. Dit alles moest vóór 1 januari 1949 geregeld worden.

## Ontvangst en "aankleding" van het akkoord

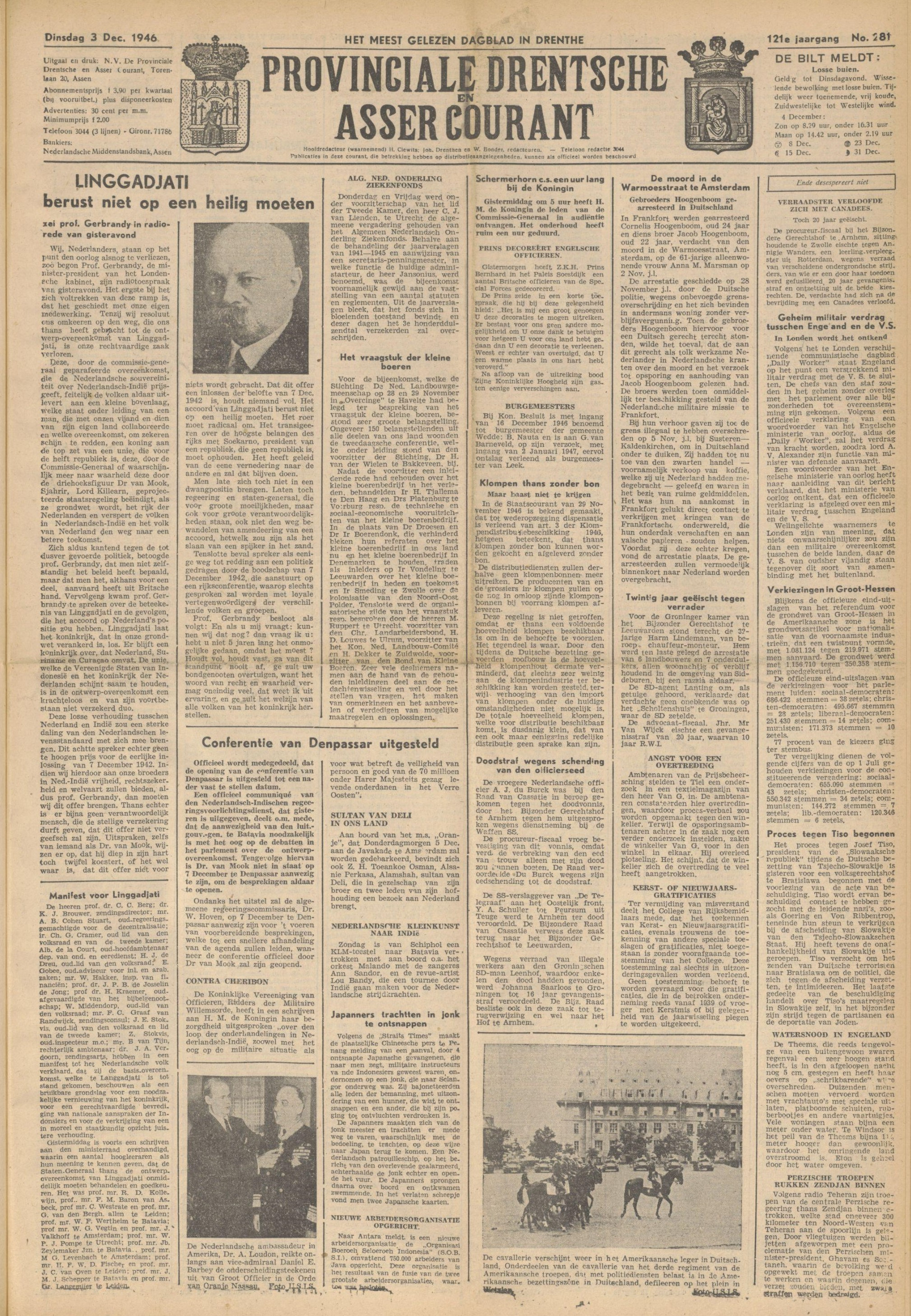
Artikelen over Gerbrandys bezwaar tegen en het Manifest voor Linggadjati
(3 december 1946), Provinciale Drentsche en Asser courant

In Nederland was kabinet-Beel I verdeeld over het akkoord. De ministers van de PvdA steunden het, maar die van de KVP hadden bezwaar tegen de symbolische rol en het vrijblijvend karakter van de op te richten Nederlands-Indonesische Unie. De Tweede Kamer nam de motie Romme - Van der Goes van Naters aan met een interpretatie van het akkoord die Indonesië niet wilde accepteren. Omdat er twee varianten van de overeenkomst gehanteerd werden, noemde men het ook wel het dubbele akkoord van Linggadjati.
Buiten de regeringscoalitie in Den Haag was aan de rechterzijde van christelijke en liberale partijen het verzet groot. Op 14 december werd het Nationaal Comité Handhaving Rijkseenheid gevormd, met de oorlogspremier Pieter Sjoerds Gerbrandy als boegbeeld. Binnen twee weken werden 300.000 handtekeningen ingezameld. Anderzijds was er ook bijval voor het Akkoord van Linggadjati uit kringen van de christelijke zending en de universiteiten in de vorm van een Manifest voor Linggadjati en een brief van hoogleraren aan de ministerraad van 2 december 1946.
De deelstaat Oost-Indonesië (Negara Indonesia Timur) van de Verenigde Staten van Indonesië (Republik Indonesia Serikat) (RIS) werd op 23 december 1946 opgericht. 
Tijdens de vijfde zitting van het Centraal Indonesisch Nationaal Comité van 25 februari tot 6 maart 1947 werd de overeenkomst door Indonesië geratificeerd. Op 25 maart 1947 ratificeerde Nederland dit door de voornoemde motie 'aangeklede' Linggajati-akkoord. Over de uitvoering ervan ontstonden conflicten, waardoor in Indonesië het kabinet-Sjahrir III viel. Op 20 juli van dat jaar zei de Nederlandse regering de overeenkomst op, waarna militair ingrijpen volgde door middel van Operatie Product: de eerste van twee 'politionele acties' van de Nederlandse strijdkrachten in Indonesië.

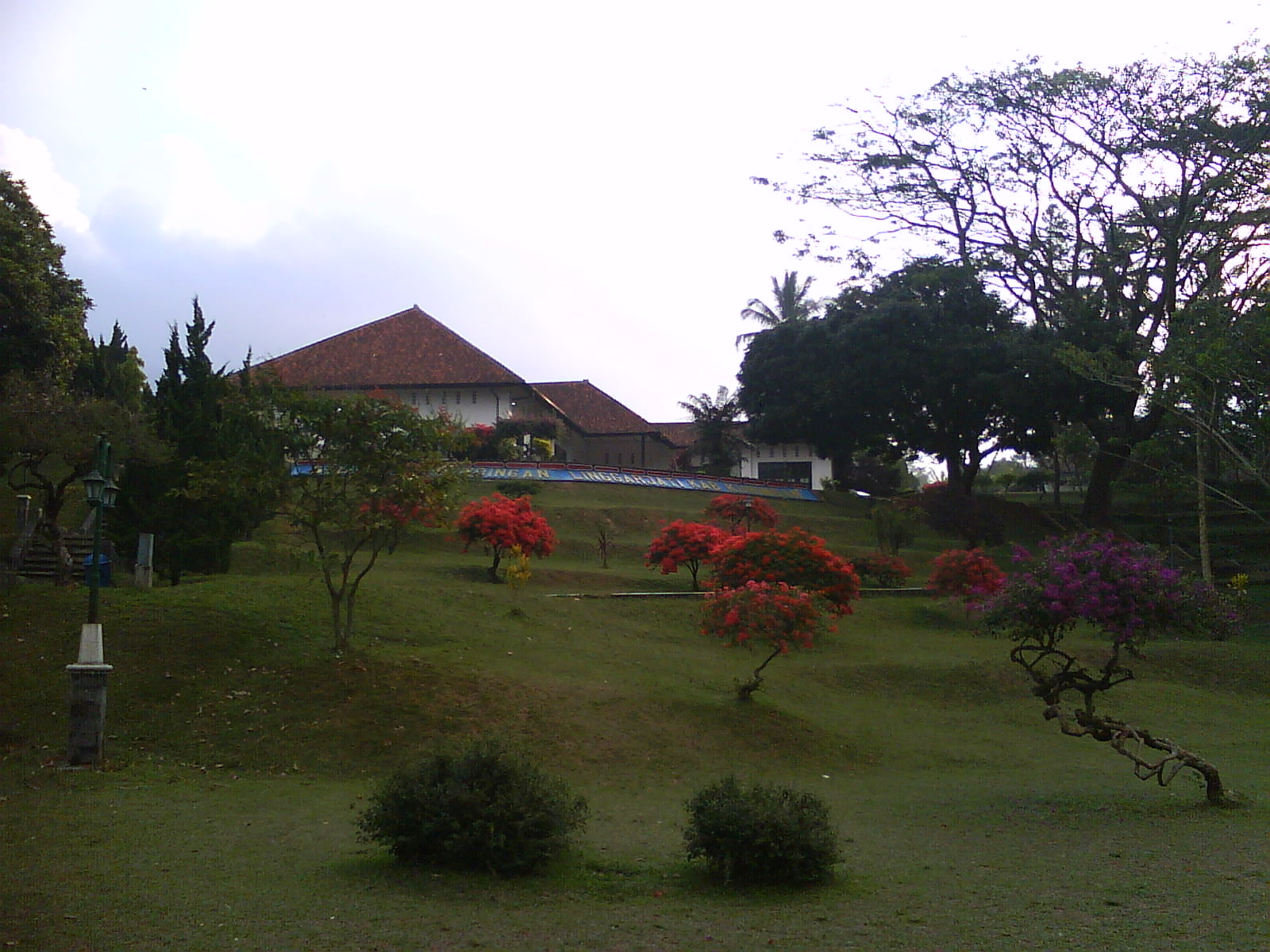
De villa te Linggadjati waar de overeenkomst werd gesloten
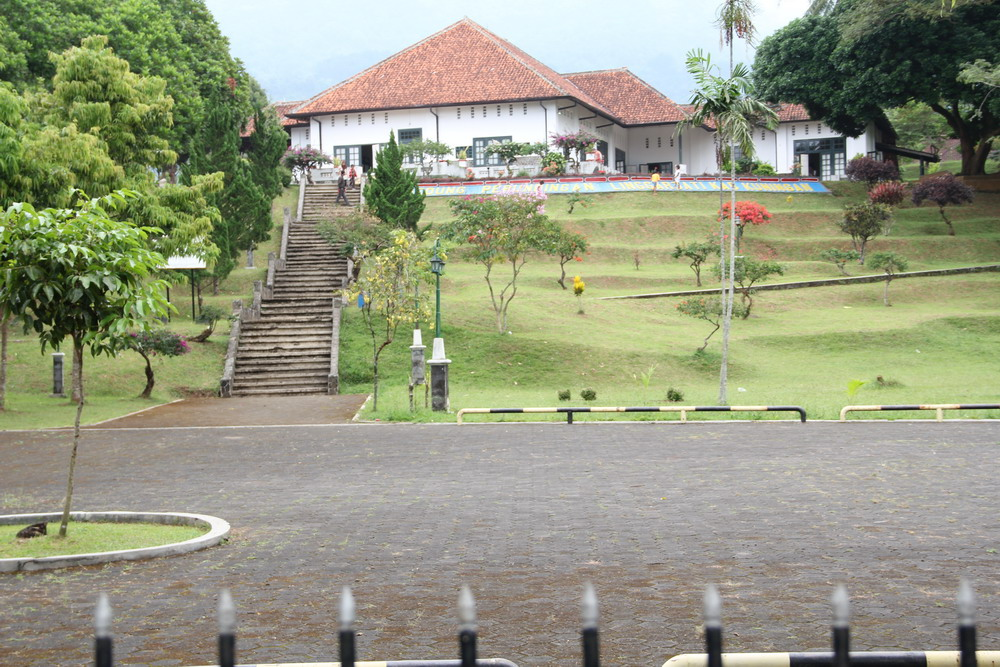